# Bahnhof Blumenberg
Blumenberg ist ein Bahnhof im gleichnamigen Dorf des Ortsteils Stadt Wanzleben der Kleinstadt Wanzleben-Börde im Bördekreis in Sachsen-Anhalt. Er ging 1843 mit der Strecke Magdeburg – Halberstadt in Betrieb und gehört zu den ältesten Bahnhöfen Sachsen-Anhalts. Mit dem Bau der Nebenbahnstrecken nach Staßfurt, Eilsleben und Schönebeck (Elbe) entwickelte er sich ab den 1880er Jahren zu einem bedeutenden Nebenbahnknoten in der Magdeburger Börde. Seit der Stilllegung der Nebenbahnen um die Jahrtausendwende war der Bahnhof nur noch von lokaler Bedeutung für die Stadt Wanzleben. Wegen Sanierungsstau und nicht normgerechter Anlagen wurde seine Bedienung im Personenverkehr mit dem Fahrplanwechsel am 9. Dezember 2018 eingestellt.

## Lage und Aufbau

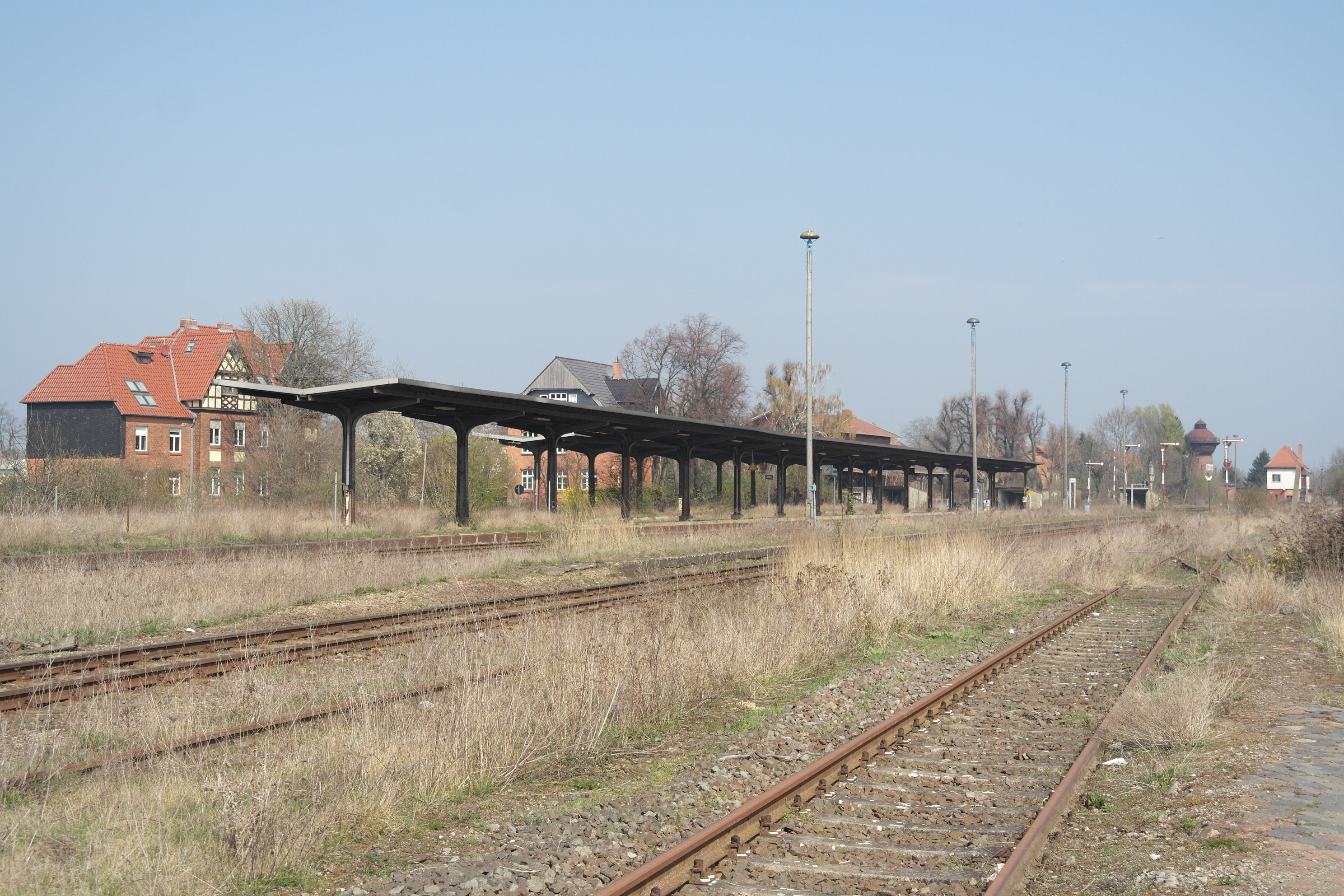
Bahnhof Blumenberg, Totale in Blickrichtung Nordost, 2014

Der Bahnhof befindet sich im ehemaligen Vorwerk Blumenberg südlich der Stadt Wanzleben. Die Gleisanlagen verlaufen in Nordost-Südwest-Richtung. Die Strecken aus Magdeburg und Eilsleben laufen von Nordosten in den Bahnhof, die Strecken nach Halberstadt, Staßfurt und Schönebeck verlassen ihn in südwestlicher Richtung. Das Empfangsgebäude befindet sich nördlich der Gleise an der Straße Am Bahnhof, von den drei Mittelbahnsteigen war zuletzt der mittlere Bahnsteig II an den Gleisen 3/4 in Betrieb, der Zugang erfolgte über einen Fußgängertunnel. Die Güter- und Rangiergleise schlossen sich südwestlich der Reiseverkehrsanlagen an. Während seiner Blütezeit verfügte der Bahnhof über 18 Gleise. Innerhalb der Bahnhofsgrenzen befinden sich drei Bahnübergänge, an denen die Bundesstraße 246a, die Schulstraße und ein Wirtschaftsweg die Gleise kreuzen.
Die signaltechnischen Anlagen werden von drei mechanischen Stellwerken (Bauform Zimmermann & Buchloh) aus bedient und überwacht. Die Stellwerke erhielten ihrer Lage entsprechend anfänglich die Bezeichnungen Ot, Mt und Wt, später Bo, Bmf und Bw. Das Befehlsstellwerk Bmf steht am Westende des Bahnsteigs II, das Wärterstellwerk Bo steht gegenüber dem Empfangsgebäude, das Wärterstellwerk Bw an der westlichen Einfahrt aus Richtung Halberstadt, Schönebeck und Staßfurt. Der östlich des Empfangsgebäudes stehende Wasserturm gilt gemeinhin als Wahrzeichen des Bahnhofs.
Das Empfangsgebäude, der Wasserturm und zwei Beamtenwohnhäuser stehen unter Denkmalschutz.

## Geschichte
Als sich Anfang der 1840er Jahre die Pläne für eine Verbindung zwischen Magdeburg und Braunschweig konkretisierten, wurde aus Rücksicht auf die Stadt Halberstadt eine Streckenführung über Oschersleben anstelle des direkten Weges über Helmstedt gewählt. Für den Abschnitt von Magdeburg nach Oschersleben wählte die Magdeburg-Halberstädter Eisenbahngesellschaft (MHE) eine südlich an Wanzleben vorbeigehende Führung. Die vier Kilometer kürzere Direktverbindung über Wanzleben hätte zu – für damalige Zeiten hohen – Steigungsverhältnissen von 1:150 geführt. Als Ersatzstation für Wanzleben errichtete die MHE am drei Kilometer südlich der Stadt gelegenen Vorwerk Blumenberg eine Haltestelle für den Personen- und Güterverkehr. Sie ging mit der eingleisigen Strecke Magdeburg – Halberstadt am 15. Juli 1843 in Betrieb. 1851 erhielt die Strecke ihr zweites Gleis. Der Bahnhof war neben dem Bahnhof in Dodendorf zunächst der unbedeutendste Halt der Strecke. In den 1870er Jahren umfasste der Bahnhof vier Gleise, der einzige Personenbahnsteig befand sich am Streckengleis Magdeburg – Halberstadt westlich des Weges von Wanzleben nach Egeln, das Stationsgebäude lag östlich davon. Ein Güterschuppen auf der Südseite und ein Stall mit angebautem Abort komplettierten die Anlage.
Den ersten größeren Umbau erfuhr der Bahnhof mit dem Bau der Nebenbahn Staßfurt – Blumenberg, deren westlicher Abschnitt Egeln – Blumenberg am 10. August 1881 eröffnet wurde. Die Strecke fädelte ursprünglich zwei Kilometer weiter westlich bei der Signalstation Klein Germersleben in Kilometer 24,1 in die Strecke Magdeburg – Halberstadt ein. In die Bauzeit fällt die Verstaatlichung der MHE und die Unterstellung des Bahnhofs Blumenberg an die Königliche Eisenbahndirektion Magdeburg (KED Magdeburg). Am 25. Februar 1881 stimmte der Preußische Landtag dem Bau der Nebenbahn Blumenberg – Eilsleben zu, die insbesondere den Anschluss an die Zuckerfabriken in Klein Wanzleben und Seehausen herstellen sollte. Der Abschnitt Blumenberg – Klein Wanzleben ging am 5. Oktober 1882 für den Güterverkehr und damit rechtzeitig zur Rübenkampagne in Betrieb. Die Aufnahme des Personenverkehrs fand knapp ein Jahr später am 1. September 1883 statt.

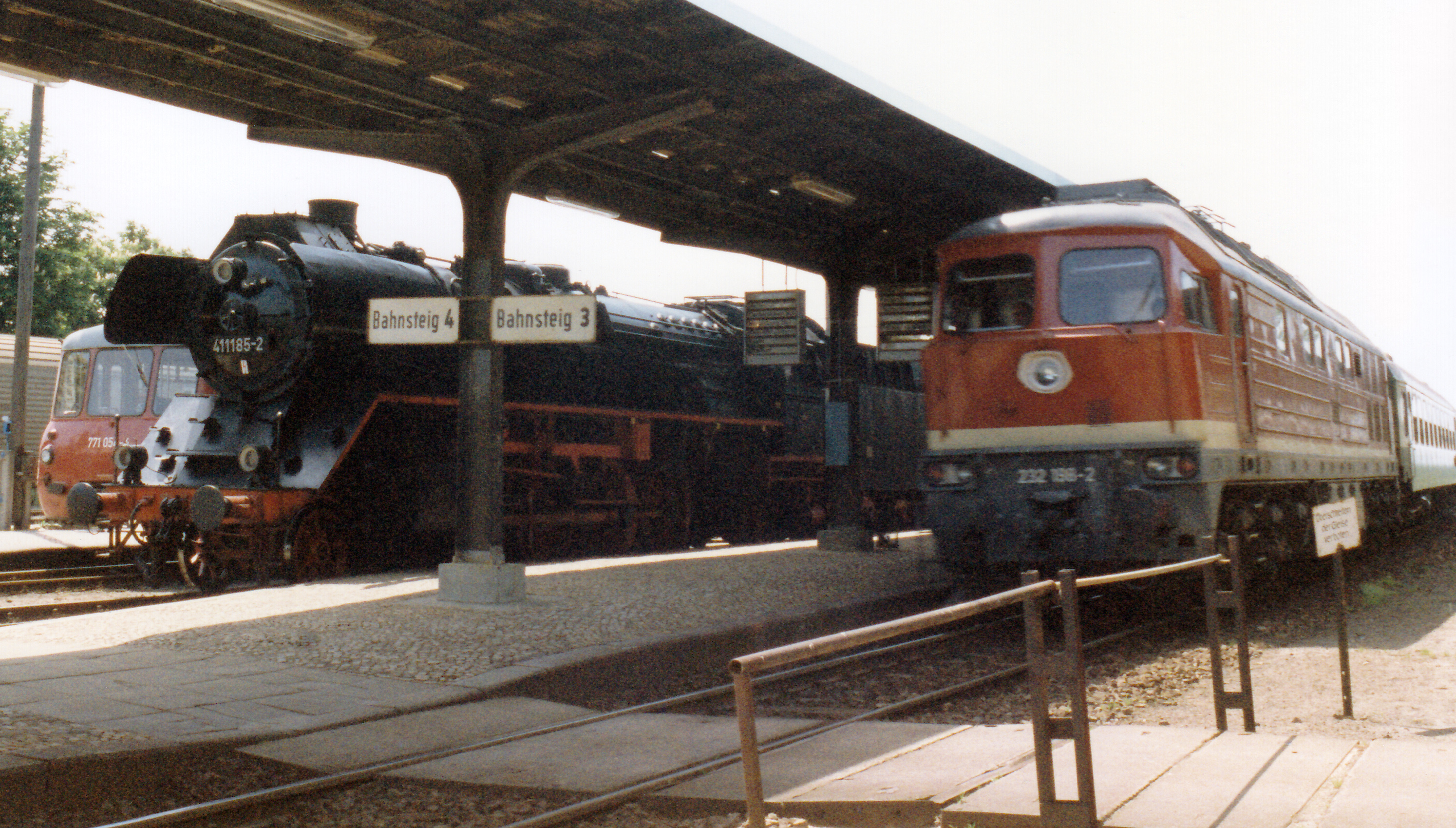
Blumenberg mit 232 198-2, 41 1185-2 und 771 054-4 im Mai 1992

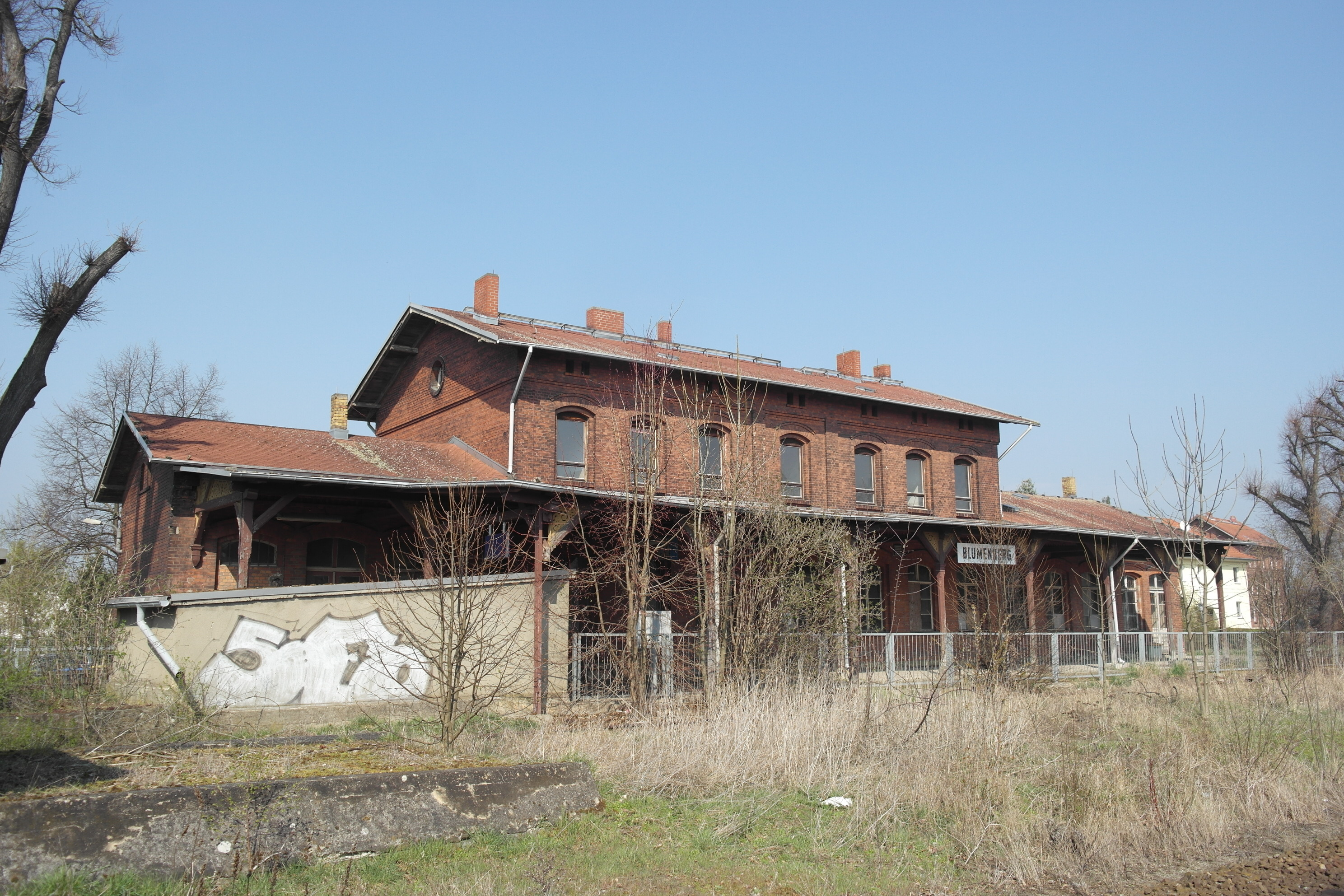
Trotz der Überdachung und des geringen Abstandes zu Gleis 1 gab es am Empfangsgebäude keinen Hausbahnsteig, 2014

Der Bahnhof erhielt im Zuge des Umbaus ein neues Empfangsgebäude westlich des Weges Wanzleben – Egeln (heute: Schulstraße); es wurde auf Grund von Verzögerungen bei der Materiallieferung erst am 26. November 1881 fertiggestellt. Für den Reiseverkehr entstanden zwei je 220 Meter lange Mittelbahnsteige an den Gleisen 1–4. Die überdachte Freifläche zwischen dem Empfangsgebäude und Gleis 1, vereinzelt fälschlich als Bahnsteig bezeichnet, war mit einem Gitter abgesperrt. Der Übergang zu den Bahnsteigen erfolgte höhengleich, bis spätestens 1898 erfolgte der Ersatz durch eine Bahnsteigunterführung. Während des Baus der beiden Nebenbahnen gab es Überlegungen für eine weitere Verbindung nach Schönebeck, der preußische Landtag beschloss ihren Bau im Frühjahr 1886. Verzögerungen beim Grunderwerb und der Abgleichung örtlicher Interessen verschoben den Baubeginn bis 1895. Ihre Eröffnung fand am 8. Oktober 1896 für den Güter- und am 1. November 1896 für den Reiseverkehr statt. Der Bau der Strecke erforderte die Errichtung eines dritten Bahnsteigs zwischen Gleis 5 und 6, der zunächst nur einseitig benutzbar war. Weiteres Aufkommen bescherte die 1892 eröffnete Nebenbahn Etgersleben – Förderstedt, die neun Kilometer südlich von Blumenberg von der Strecke nach Staßfurt abzweigte.
Neben den fünf Bahnsteiggleisen verfügte der Bahnhof um das Jahr 1900 über sieben weitere Gleise für den Güterverkehr. Für die Güterverladung standen eine Seitenrampe, zwei Wandkräne mit einer beziehungsweise anderthalb Tonnen Tragkraft und eine Gleiswaage mit 20 Tonnen Tragkraft zur Verfügung. Die Lokstation umfasste einen zweiständigen, ab 1908 einständigen Lokschuppen mit vorgelagerter 16-Meter-Drehscheibe, eine Revisionsgrube und eine Kohlebühne. Spätestens seit den 1890er Jahren gab es zudem drei Stellwerke. Am Westkopf befand sich ein nicht näher datierter Ablaufberg. Bedingt durch ein Gefälle von 1:419 (≈ 2,39 Promille) nach Westen war seine Benutzung erschwert. Im Regelbetrieb wurden daher die Wagen vom Ostkopf aus in die Rangiergleise abgestoßen.

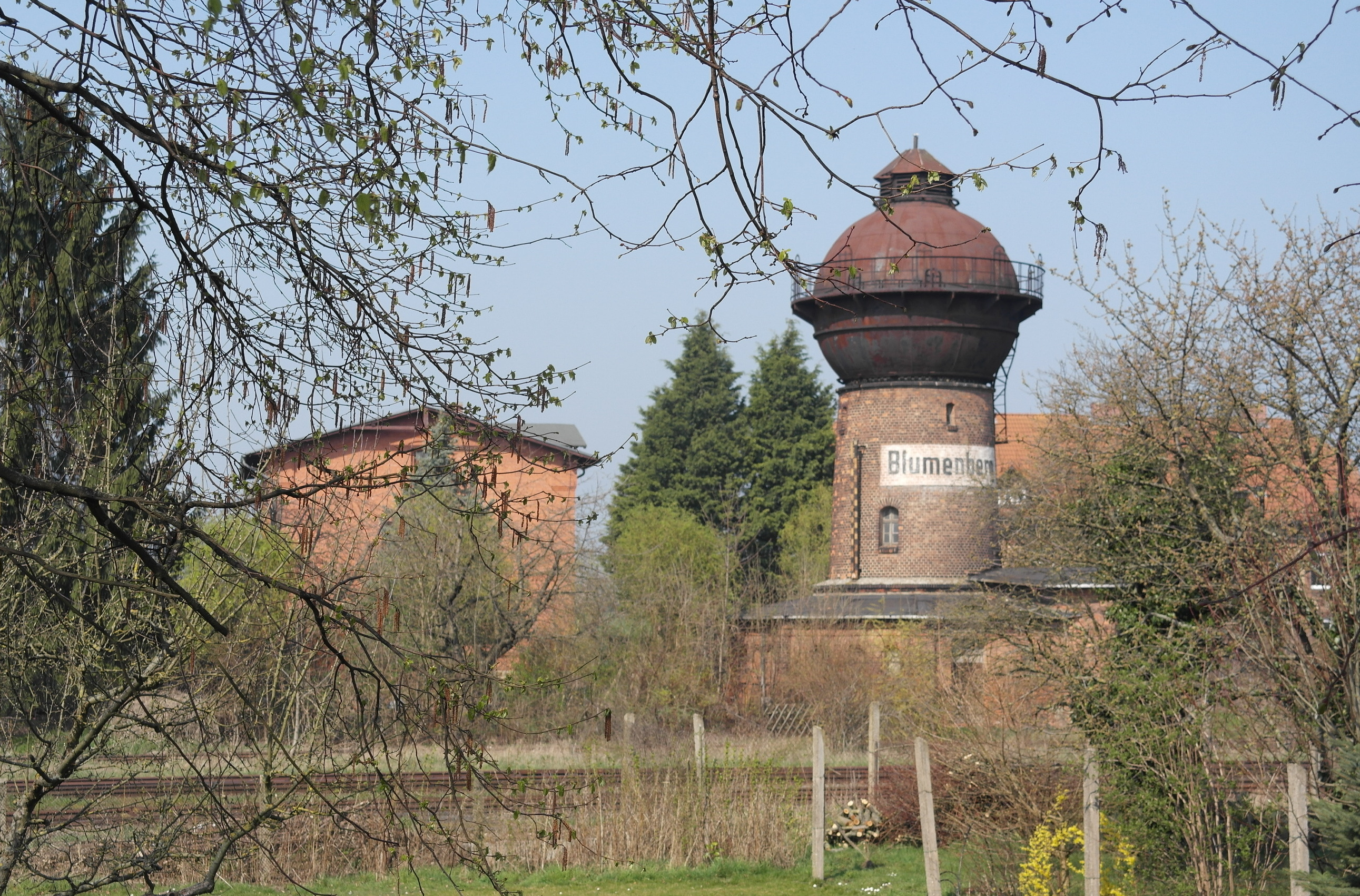
Beamtenwohnhaus und Wasserturm, 2014

Die Strecke nach Staßfurt erhielt zur besseren Abwicklung des Betriebsablaufs am 19. Juli 1901 ein eigenes Streckengleis zwischen Blumenberg und Klein Germersleben, wodurch die Kreuzung der Magdeburg-Halberstädter Strecke entfallen konnte. Das Streckengleis führte direkt nach Gleis 4, während die Gleise 2 und 3 dem Durchgangsverkehr zwischen Magdeburg und Oschersleben beziehungsweise Halberstadt dienten. Gleis 1 war für die in Blumenberg endenden Züge Richtung Eilsleben, Gleis 5 für die Züge Richtung Schönebeck vorgesehen. Bei dem bis 1903 andauernden Umbau wurde zudem die Einfädelung von Gleis 1 nach Gleis 2 um 300 Meter vorgezogen und der abgetrennte Gleisstumpf als Abstellgleis weitergenutzt. Auf der Südseite gingen drei weitere Rangiergleise mit einer dazwischen liegenden Umladehalle in Betrieb. Für den Umbau musste der Westturm abgetragen werden, da er der Gleiserweiterung im Wege stand, das neue Stellwerk ging 50 Meter weiter westlich in Betrieb. Der Wasserturm (Bauart Klönne) mit einem Fassungsvermögen von 100 Kubikmetern wurde um 1910 errichtet und ersetzte die alte Wasserstation.

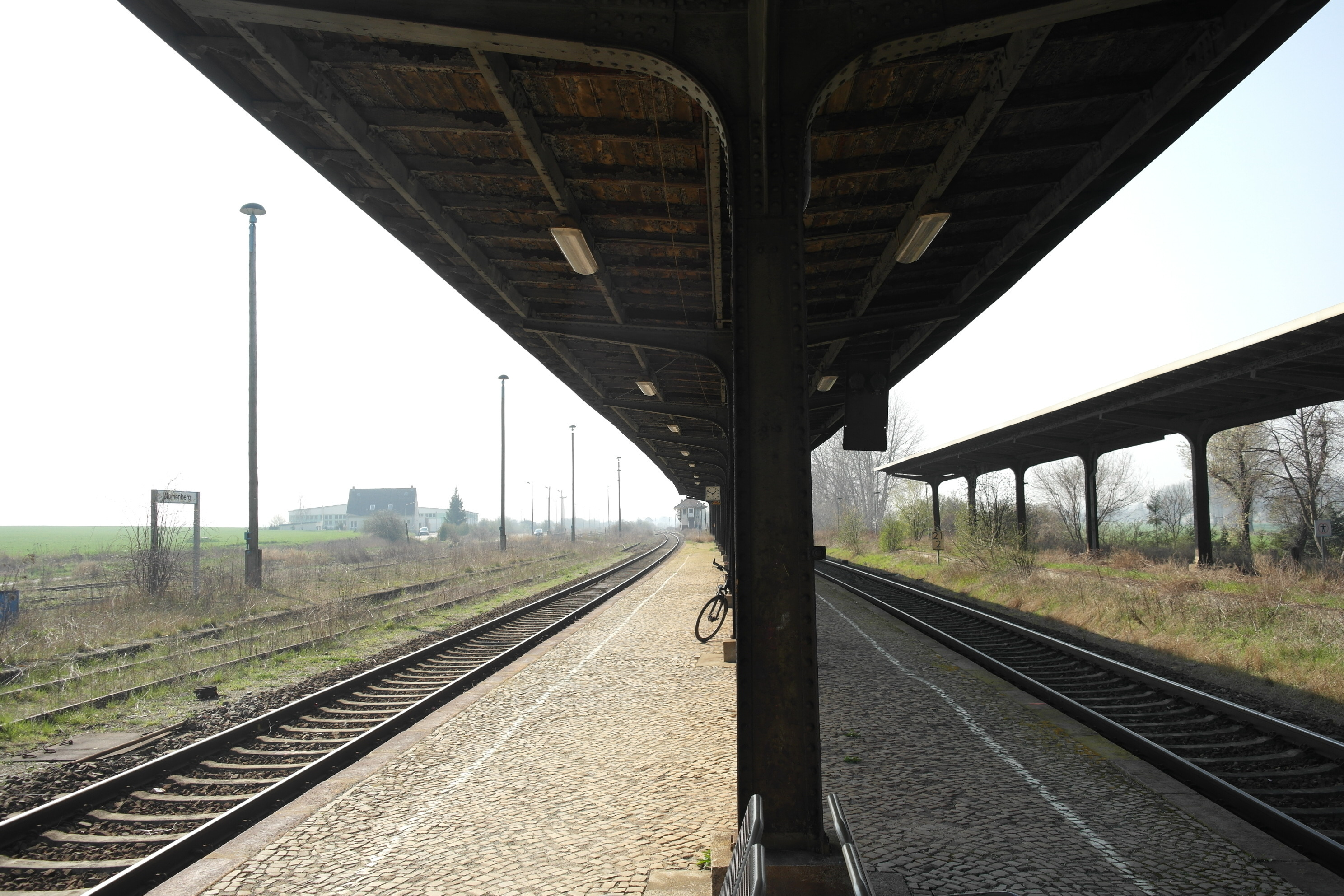
Blick von Bahnsteig II in Richtung Stellwerk Bw mit Bahnsteig I (re.) und Bahnsteig III (li.), 2014

Im Jahr 1905 erhielt Bahnsteig II eine Überdachung, Bahnsteig I folgte 1907. Die Dächer überdeckten nur einen Teil der Bahnsteige, weshalb ihre Verlängerung vorgesehen war. Der Etat von 1914 sah hierfür 15.000 Mark vor, das Vorhaben sollte zeitgleich mit der Verbreiterung von Bahnsteig I erfolgen. Da hierfür noch keine Pläne vorlagen, wurde das Vorhaben zunächst aufgeschoben. Weitere Missstände, auf die aufmerksam gemacht wurde, betrafen die teils engen Gleisbögen an der Ausfahrt nach Halberstadt oder die schlechte Unterbringung einer Gleisbaurotte im Keller des Übernachtungsgebäudes. Für ihre Beseitigung wurden 480.000 Mark veranschlagt. Im Jahr 1915 wurden 99.000 Mark bewilligt, von der Summe konnte nur etwa die Hälfte in Anspruch genommen werden. Ein Bericht der Eisenbahndirektion Magdeburg an das Reichsverkehrsministerium von 1921 ergab, dass bis zu diesem Zeitpunkt unter anderem Hauptgleise an der Westausfahrt und drei Weichenverbindungen lagetechnisch verändert und Bahnsteig I verlängert und verbreitert wurden. Zum besseren Schutz vor schlechter Witterung ließ das zuständige Betriebsamt im Herbst 1917 auf Bahnsteig II zwei Felder der Überdachung mit Schutzwänden versehen. Im November 1920 erhielt Bahnsteig III eine zweite nutzbare Kante an Gleis 6, was insbesondere die Abfertigung eines Pendelzugpaares Magdeburg – Blumenberg erleichterte.

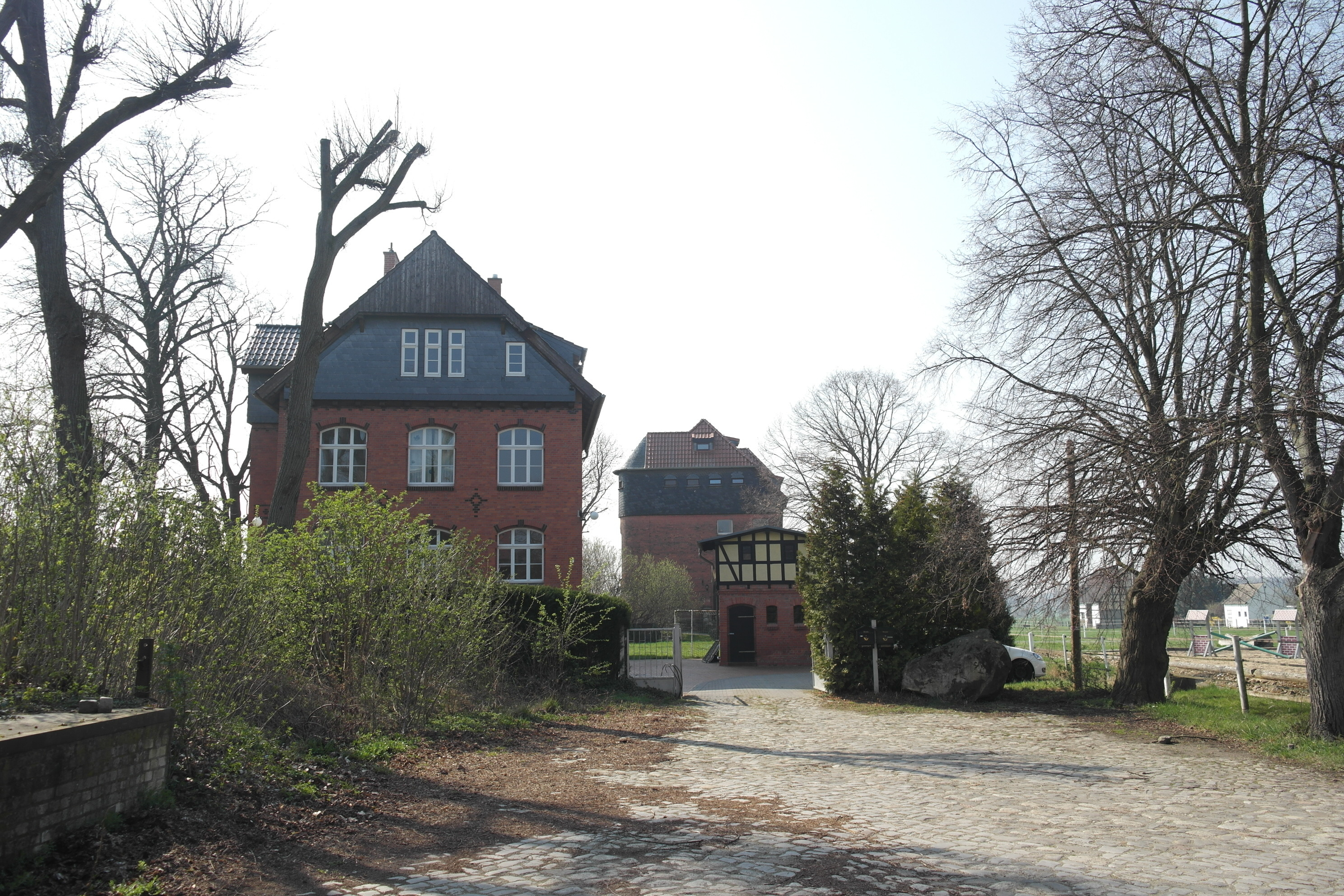
Beamtenwohnhäuser mit Nebengebäuden westlich des Empfangsgebäudes, 2014

Im September 1921 beantragte die neu gegründete Deutsche Reichsbahn die Genehmigung für den weiteren Ausbau des Blumenberger Bahnhofs. Kernpunkt der Forderung über 2,1 Millionen Mark war die Vermehrung der Ein- und Ausfahrzugstraßen für die Güterzüge, da diese bei Belegung der Bahnsteiggleise am Ostkopf vor den Einfahrsignalen warten mussten. Gleis 1 sollte durch Verlängerung als Überholgleis nutzbar gemacht und zwischen Gleis 3 und 4 ein Abstellgleis 4a für die Züge Richtung Staßfurt angelegt werden. In Gleis 4 sollte die signalisierte Ausfahrt Richtung Staßfurt realisiert werden, da die Züge bislang von Gleis 6 oder auf Befehl ausfahren mussten. Das Rangierpersonal der östlichen Rangiergruppe sollte ein Aufenthaltsgebäude in der Nähe des Arbeitsbereichs bekommen. Die Maßnahmen wurden im Wesentlichen bis Oktober 1924 umgesetzt. Der Ausbau von Gleis 1 zum Überholgleis und der Bau von vier weiteren Nebengleisen für den Rangierbetrieb kamen inflationsbedingt nicht zustande. Die teilweise Neuordnung der Gleise zeigte sich auch im Neubau des Stellwerks Bw, der am 10. August 1924 in Betrieb ging. Die Wegesignale im Stellwerksbezirk Bm entfielen, sämtliche Ausfahrsignale konzentrierten sich auf die Randstellwerke Bo und Bw. Nach 1925 ging am Ostkopf ein zweiter Ablaufberg in Betrieb. Der Bahnhof erreichte durch die Maßnahmen seine größte Ausdehnung.
Mit der Auflösung der aus der KED Magdeburg hervorgegangenen Reichsbahndirektion Magdeburg (RBD Magdeburg) zum 1. Oktober 1931 wurden der Bahnhof Blumenberg und die angrenzenden Strecken der Reichsbahndirektion Hannover zugeteilt. Die Strecke Blumenberg (ausschließlich) – Staßfurt kam zur Reichsbahndirektion Halle. Der Bahnhof überstand den Zweiten Weltkrieg relativ unbeschadet. Zu den größeren Angriffen auf das Bahnhofsgelände gehörte ein Tieffliegerangriff auf einen abgestellten Zug, bei dem das Stellwerk Bm beschädigt wurde. Am 18. August oder 18. Oktober 1945 wurde die RBD Magdeburg in der Sowjetischen Besatzungszone neu gegründet. Mit Ausnahme der Nebenbahn Schönebeck (Elbe) – Blumenberg (ausschließlich), die zur RBD Halle kam, entsprach die Zuordnung um Blumenberg weitgehend der von vor 1931. In der Nachkriegszeit demontierte die Besatzungsmacht diverse Anlagen zu Reparationszwecken. Das zweite Streckengleis der Verbindung Magdeburg – Halberstadt und damit Gleis 2, der westliche Strang von Gleis 6 und die Gleise 12 und 14 fielen dem Abbau zum Opfer.
Wie auch vor dem Zweiten Weltkrieg bestand die Bedeutung des Bahnhofs für den Reiseverkehr in erster Linie als Umsteigebahnhof. Die Zahl der Fahrgastabfahrten – d. h. die Fahrten, die in Blumenberg begannen – stand im ungleichen Verhältnis zur Zahl der Zugabfahrten. Im Güterverkehr zeigten sich erste größere Veränderungen mit der Einstellung des Stückgutverkehrs und der Schließung des Güterschuppens und der Umladehalle Mitte der 1960er Jahre. Etwa zur gleichen Zeit rüstete man den Bahnübergang an der heutigen Bundesstraße 246a mit einer automatischen Schrankenanlage aus, womit der Posten 16 entfallen konnte. Die nicht mehr benötigte Drehscheibe wurde nach 1963 entfernt, der östliche Ablaufberg in Gleis 7 in den 1970er Jahren. Die Wagen wurden danach aus Gleis 8 in die Zielgleise abgestoßen. Die Rangiergleise 15–17 dienten ab den 1970er Jahren vermehrt als Abstell- und Sammelgleise für diverse Güterwagengattungen, darunter auch Mannschaftstransportwagen, Kesselwagen und Kühlwagen, die je nach Bedarf abgerufen wurden. Im Bahnhof abgestellte Schadwagen wurden zur Reparatur ins Reichsbahnausbesserungswerk Magdeburg-Salbke überführt oder teilweise vor Ort zerlegt und die gewonnenen Materialien für den Eigengebrauch weiterverwendet. Anfang der 1980er Jahre wurde der ehemalige Lokschuppen abgerissen, kurz darauf schloss die Bahnhofsgaststätte.
Die Wende und darauffolgende Wiedervereinigung führten ab 1990 zu einem starken Rückgang sowohl im Reise- als auch im Güterverkehr. Die nahegelegene Zuckerfabrik Klein Wanzleben verlagerte ihre Transporte komplett auf die Straße. Am 15. Oktober 1990 löste die DR die Reichsbahndirektion Magdeburg auf und unterstellte den Bahnhof der Reichsbahndirektion Halle. Ab 1991 war Blumenberg keine eigenständige Dienststelle mehr und wurde vorübergehend dem Bahnhof Oschersleben (Bode) zugeteilt. Ab Beginn der 1990er Jahre fanden vereinzelt Sanierungsmaßnahmen an den Bahnsteigüberdachungen und den Stellwerken statt. Infolge des Rückgangs im Güteraufkommen wurden im März 1997 mehrere nicht mehr benötigte Gleise ausgebaut. Die ursprünglich vorgesehene Stilllegung des Stellwerks Bmf und seine Aufgabenverlagerung nach Bo wurden hingegen nicht umgesetzt.
Die nach Schönebeck und Staßfurt führenden Strecken wurden 1999 und 2001 stillgelegt, die Strecke nach Eilsleben folgte zum Jahresende 2003. Davon ausgenommen blieb der Abschnitt Blumenberg – Klein Wanzleben, der in ein Nebengleis des Bahnhofs Blumenberg umgewandelt wurde. Die Deutsche Regionaleisenbahn (DRE) pachtete den 8,4 Kilometer langen Abschnitt von der DB Netz ab dem 13. Dezember 2005 für 20 Jahre. Ende 2007 wurde der Abschnitt mit Landesmitteln ertüchtigt und ab dem 23. Januar 2008 von Kesselzügen für eine Bioethanolanlage der Nordzucker bedient. Seit dem 28. August 2008 gilt der Abschnitt als reaktivierte freie Strecke. Gegenwärtig (Stand: 2018) verfügt der Bahnhof noch über die Bahnsteiggleise 3 und 4 am Bahnsteig II und Gleis 7 als Rangier- und Umfahrgleis für die Übergabefahrten Richtung Wanzleben.

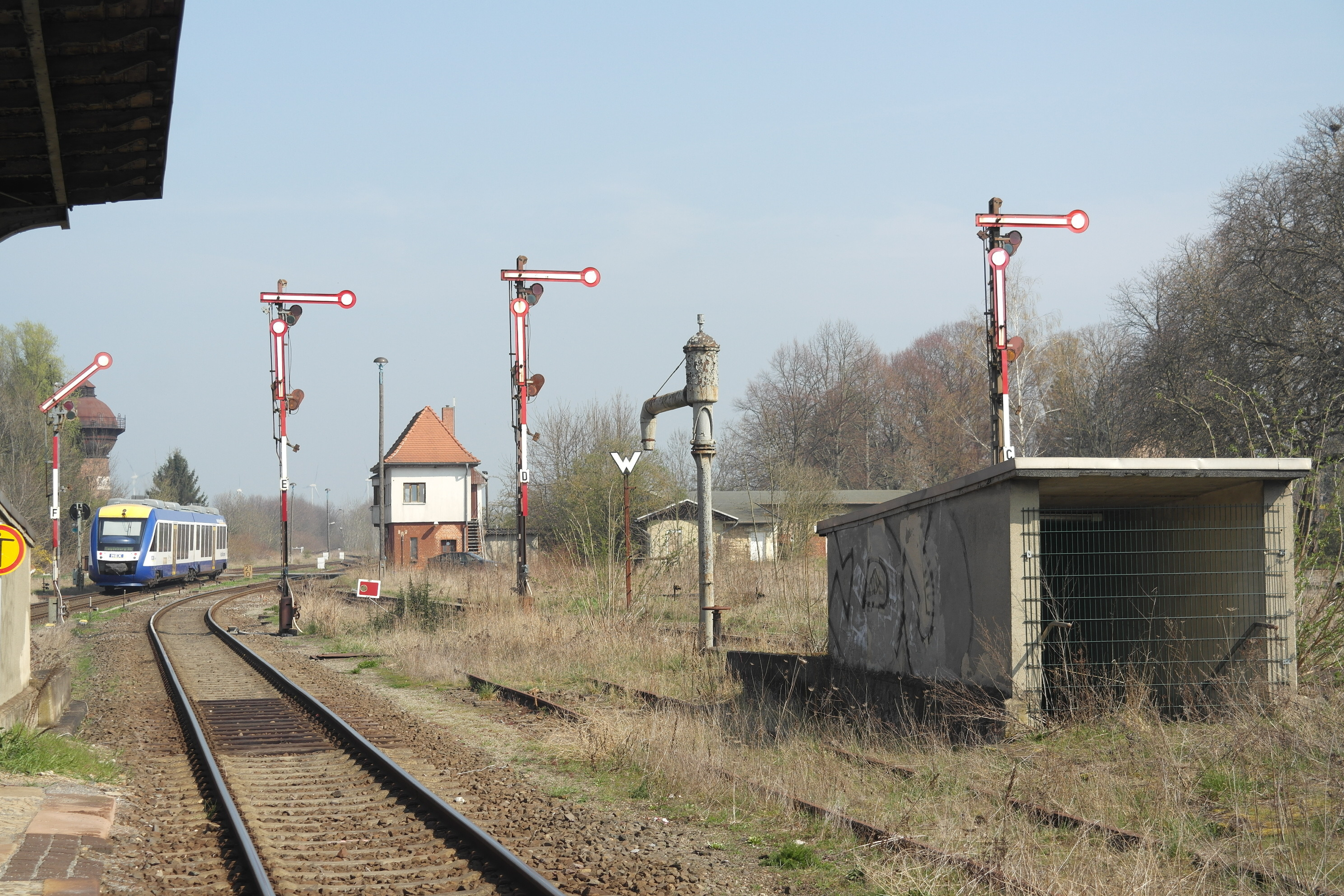
Ausfahrt in Richtung Magdeburg und Wanzleben mit Stellwerk Bo, Wasserkran und dem verschlossenen Zugang zum Bahnsteig III, 2014

Im Rahmen des Streckenausbaus zwischen Magdeburg und Halberstadt ist bis 2021 die Modernisierung der leit- und sicherungstechnischen Anlagen vorgesehen. Die mechanischen Stellwerke Bmf, Bo und Bw wurden im August 2021 durch ein elektronisches Stellwerk ersetzt und die Gleise werden bis 2024 für Geschwindigkeiten bis 120 km/h ausgebaut. Da die vorhandenen Bahnsteige infolge des Ausbaus ihren Bestandsschutz verlören, wäre ihr Neubau notwendig. Im Sommer 2018 gab die Nahverkehrsservice Sachsen-Anhalt (NASA) bekannt, den Personenhalt in Blumenberg zum Fahrplanwechsel am 9. Dezember 2018 aufzugeben. Die NASA begründete den Schritt mit den geringen Fahrgastzahlen, die die Erneuerung der Bahnsteige und Zugangsbauwerke nicht rechtfertigen würden. Im Zuge des Streckenausbaus sollen die Bahnsteige zurückgebaut werden.

## Verkehrsaufkommen

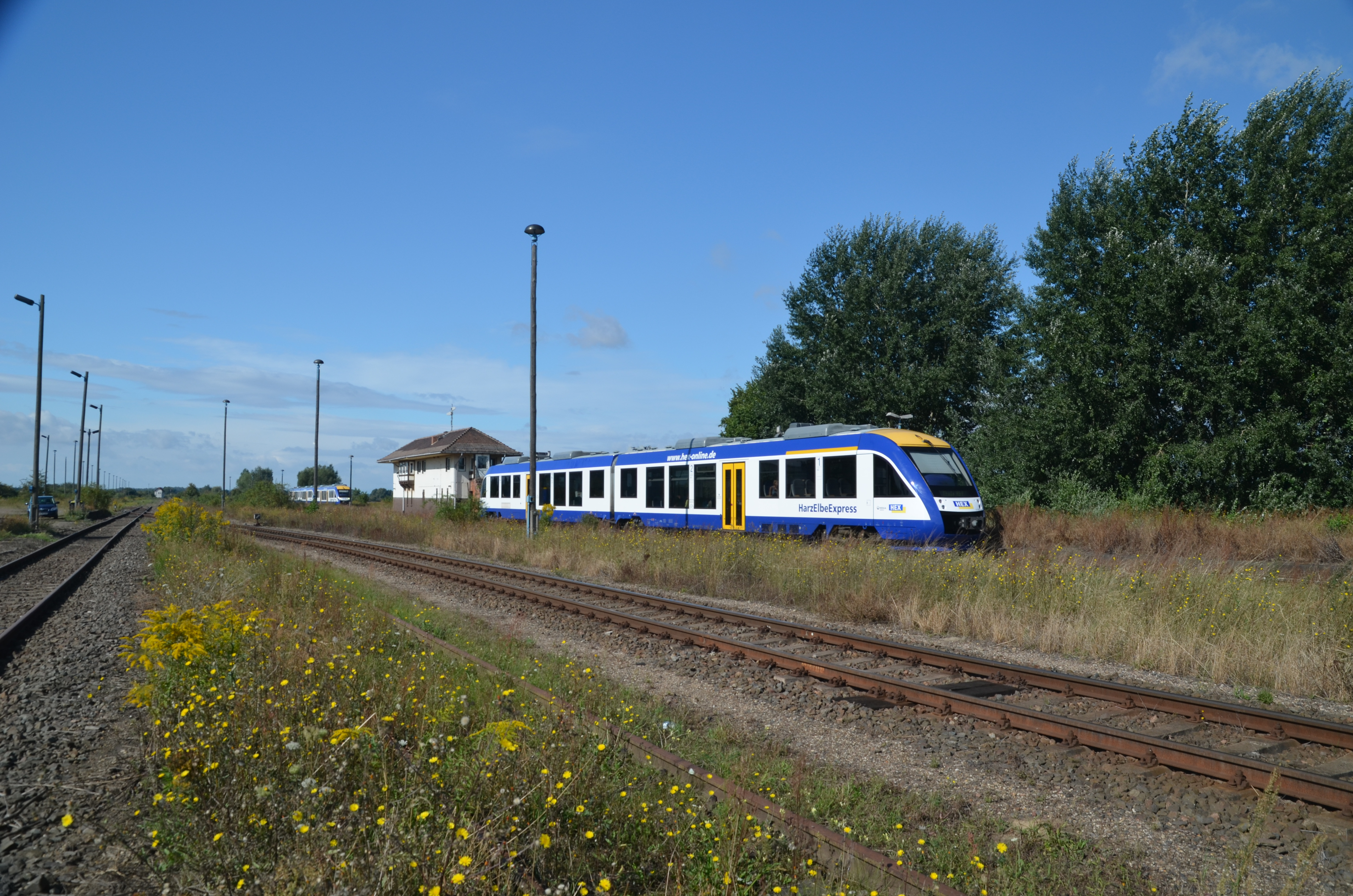
Kreuzung von zwei Nahverkehrstriebwagen in Höhe des Stellwerks Bw, 2012

### Reiseverkehr
Der Fahrplan von 1854 weist für Blumenberg fünf Zughalte auf, drei Züge fuhren nach Oschersleben, Halberstadt und Braunschweig, zwei in der Gegenrichtung nach Magdeburg. Die Züge fuhren gemischt, reine Personenzüge als auch Kurierzüge hielten nicht in Blumenberg. Der Fahrplan vom 15. Mai 1880 weist fünf Personenzugfahrten von Magdeburg Hauptbahnhof nach Thale und sechs Fahrten in der Gegenrichtung auf. Um das Jahr 1900 lag das Aufkommen werktags bei etwa 40 Fahrten, von denen die Hälfte in Blumenberg begann oder endete. Durchgehende Züge fuhren in den Relationen Magdeburg – Oschersleben sowie vereinzelt Eilsleben – Staßfurt und Magdeburg –Staßfurt.
Einen ersten Rückgang im Reiseverkehr bedeutete die Einstellung der nahegelegenen Nebenbahn Etgersleben – Förderstedt im Jahr 1967. Anfang der 1970er Jahre plante die Rbd Magdeburg die Einstellung des Personenverkehrs zwischen Blumenberg und Schönebeck, sah aber nach der Zentralen Oberbauerneuerung 1975 davon ab. Betrieblich war die Strecke mit der Verbindung nach Eilsleben zu einer Einheit zusammengefasst, dennoch gab es keine durchgehenden Züge zwischen Eilsleben und Schönebeck. Einzelne Züge fuhren von Schönebeck über Blumenberg hinaus Richtung Wanzleben und zurück. 1992 führte die Reichsbahn auf der Strecke Magdeburg – Halberstadt den Taktfahrplan ein, die von Blumenberg ausgehenden Nebenbahnen folgten bereits unter Regie der Deutschen Bahn am 2. Juni 1996. Während auf der Hauptstrecke stündlich Züge hielten, waren auf den Zweigstrecken alle zwei Stunden Personenzüge unterwegs, zwischen Blumenberg und Eilsleben fuhren zusätzliche Verstärker. Da die angebotssteigernden Maßnahmen nicht den gewünschten Erfolg mit sich brachten, bestellte das seit dem 1. Januar 1996 für den Nahverkehr zuständige Land Sachsen-Anhalt den Personenverkehr auf den Strecken von Blumenberg nach Schönebeck und Egeln zum 29. Mai 1999 ab. Auf der Verbindung nach Eilsleben fuhren ab dem 28. September 2002 keine Personenzüge mehr. Zum 9. Dezember 2018 wurde auch der Halt der verbliebenen Regionalzüge in Blumenberg abbestellt.

### Güterverkehr
Der lokale Güterverkehr hatte in Blumenberg stets untergeordnete Bedeutung. Das Hauptaufgabengebiet bestand über lange Zeit in der Auflösung und Zusammenstellung von Zügen zwischen den abzweigenden Nebenbahnen einerseits und der Hauptbahn nach Magdeburg andererseits. Zu den beförderten und in Blumenberg umgeschlagenen Gütern gehörten landwirtschaftliche Erzeugnisse und Vieh sowie Düngemittel, Brennstoffe und Maschinen. Das größte Frachtaufkommen bescherte der Transport von Zuckerrüben aus den umliegenden Dörfern zu den Zuckerfabriken in der Börde. Von den rund 70 Güterzügen, die Blumenberg um das Jahr 1900 täglich anliefen, waren etwa 30 Prozent als Bedarfszüge für die Rübenkampagne eingelegt. Daneben sei der Transport von Braunkohle und Kalisalzen auf der Nebenbahn Staßfurt – Blumenberg erwähnt. Mitte der 1960er Jahre schloss die Reichsbahn die Güterabfertigung und die Umladehalle. 1967 stellte sie den Güterverkehr zwischen Blumenberg und Egeln ein. Ab Ende der 1960er Jahre diente Blumenberg zur Entlastung des Rangierbahnhofs Magdeburg-Buckau, indem vor Ort die Nahgüterzüge Richtung Halberstadt gruppenrein nachsortiert wurden. Auf der Verbindung nach Schönebeck fuhren ab 1972 von Blumenberg aus nur noch zweimal täglich Züge nach Altenweddingen zur Bedienung eines Getreidelagers. Auf der Nebenbahn nach Eilsleben waren die Zuckerfabrik Klein Wanzleben und die BHG Wanzleben die größten Anschließer. Nach 1990 reduzierte sich das Aufkommen schrittweise auf einzelne Übergabefahrten von Magdeburg-Rothensee nach Wanzleben, von wo aus die 1994 erneuerte Zuckerfabrik Klein Wanzleben, die Agroservice Wanzleben (ehemals BHG) und ein Tanklager der Westfalen AG bedient wurden. Während das Tanklager und die Zuckerfabrik ein regelmäßiges, dafür aber bescheidenes Frachtaufkommen bescherten, fand der Transport zur Düngemittelfabrik nur fallweise, dafür umso umfangreicher statt. Seit 2008 finden zudem regelmäßig Transporte von Bioethanol nach Wanzleben statt. Die Züge rangieren bei Bedarf in Blumenberg.